# کوهستان زانگه‌زور

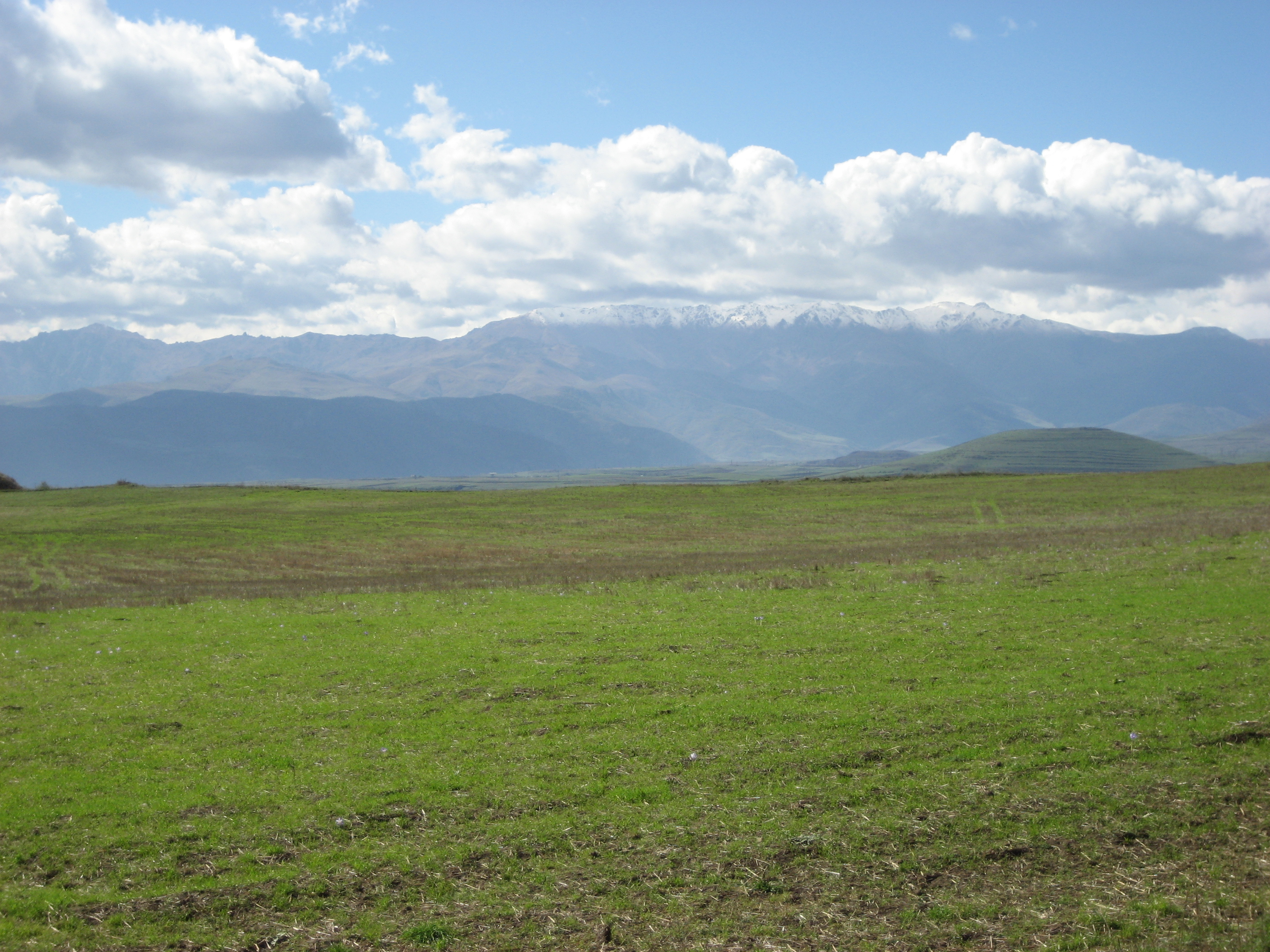
کوهستان زانگزور

کوهستان زانگه‌زور (با نام تاریخی کوهستان سیونیک) رشته‌کوهی است واقع در مرز میان استان سیونیک در جنوب ارمنستان و جمهوری خودمختار نخجوان است. این کوهستان دومین جنگل بزرگ ارمنستان را در خود جای داده است که حدود ۲۰٪ اراضی استان سیونیک را تشکیل می‌دهد و ارتفاعی ما بین ۲٬۲۰۰ تا ۲٬۴۰۰ متر بالاتر از سطح دریا دارد.